# Jens Jacob Tychsen
Jens Jacob Tychsen (* 19. November 1975 in Århus) ist ein dänischer Schauspieler und Synchronsprecher.

## Leben
Jens-Jacob Tychsen wurde 1975 als Sohn der Podologin Elisa Victoria Tychsen in Århus geboren. Er absolvierte seine Ausbildung bis zum Jahr 1998 an der Schauspielschule des Århus Teaters. Sein Debüt gab er noch im gleichen Jahr im Musical Les Misérables. Später trat Tychsen am Det Kongelige Teater, dem Grønnegårds Teatret und dem Århus Teater auf. Es folgten Rollen in vielen Inszenierungen an verschiedenen Kopenhagener Theatern. 2001 wurde Tychsen als eines der vielsprechendsten Schauspieltalente mit dem Reumert Talentpreis ausgezeichnet. 2009 erhielt er für seine Rolle in Ordet eine Nominierung für den Reumert als Bester Nebendarsteller.
Seit dem Jahr 2002 war Tychsen auch in dänischen Fernseh- und Filmproduktionen zu sehen. In der Kriminalserie Kommissarin Lund – Das Verbrechen übernahm er 2009 die Rolle des Politikers Erling Krabbe. Von 2011 bis 2013 spielte Tychsen in der Politserie Borgen – Gefährliche Seilschaften die Rolle von Jacob Kruse, dem Gegenspieler der von Sidse Babett Knudsen dargestellten Birgitte Nyborg. Seit dem Jahr 2013 ist Tychsen in der Serie Badehotellet als Edward Weyse zu sehen.
Als Synchronsprecher sprach Tychsen Figuren in dänischen Animationsfilmen wie Strings – Fäden des Schicksals, Die Olsenbande in feiner Gesellschaft, Ronal der Barbar oder Kleiner Aladin und der Zauberteppich. Außerdem synchronisierte er auch Figuren in den dänischen Sprachfassungen internationaler Animationsfilme wie Toy Story 2, Findet Nemo oder Die Unglaublichen – The Incredibles.
Aus seiner Beziehung mit der ehemaligen Fernsehmoderatorin Anette Toftgård ging ein Sohn hervor.

## Filmografie (Auswahl)
- 2002: Unit One – Die Spezialisten (Rejseholdet, Fernsehserie, 2 Episoden)
- 2003: Skjulte spor (Fernsehserie, 2 Episoden)
- 2004: Krøniken (Fernsehserie, 1 Episode, Sprechrolle)
- 2004: Lad de små børn...
- 2004: Strings – Fäden des Schicksals (Strings, Sprechrolle)
- 2007: Camp Lazlo (Fernsehserie, 2 Episoden, Sprechrolle)
- 2007: 2900 Happiness (Fernsehserie, 6 Episoden)
- 2008: Sommer (Fernsehserie, 1 Episode)
- 2009: Kommissarin Lund – Das Verbrechen (Forbrydelsen, Fernsehserie, 9 Episoden)
- 2010: Die Olsenbande in feiner Gesellschaft (Olsen-banden på de bonede gulve, Sprechrolle)
- 2011: Jensen & Jensen (Sprechrolle)
- 2011: Ronal der Barbar (Ronal Barbaren, Sprechrolle)
- 2012: Gummi T (Sprechrolle)
- 2011–2013: Borgen – Gefährliche Seilschaften (Borgen, Fernsehserie, 9 Episoden)
- 2013–2021: Badehotellet (Fernsehserie, 50 Episoden)
- 2016: A day with Dad (Kurzfilm)
- 2018: Kleiner Aladin und der Zauberteppich (Hodja fra Pjort, Sprechrolle)
- 2018: Theo & Den Magiske Talisman (Fernsehserie, 24 Episoden)
- 2019: Mugge & vejfesten